# Zygmunt Jaeschke
Zygmunt Jaeschke (ur. 30 kwietnia 1922 w Przemyślu, zm. 17 marca 2016) – polski pilot wojskowy, żołnierz Polskich Sił Powietrznych w Wielkiej Brytanii, biegły księgowy.

## Życiorys
Ukończył Państwowe Gimnazjum im. Juliusza Słowackiego w Przemyślu. Po wybuchu II wojny światowej przez Przełęcz Jabłonicką przedostał się na Węgry, gdzie został internowany. Po ucieczce z obozu w Kadarkút przedostał się do Budapesztu, skąd za pośrednictwem polskiej ambasady został przerzucony do Francji. Tu wstąpił w szeregi Wojska Polskiego, w lutym 1940 roku otrzymując przydział do 24 pułku ułanów. Brał udział w kampanii francuskiej 1940 roku, a po upadku Francji wraz z jednostką został ewakuowany do Wielkiej Brytanii. Tu pułk został rozlokowany na terytorium Szkocji.
W latach 1941–1942 został oddelegowany do polskiego liceum w Pitlochry, gdzie zdał egzamin maturalny. Po maturze został skierowany do Szkoły Podchorążych Piechoty i Kawalerii Zmotoryzowanej w Auchtermuchty, gdzie uzyskał stopień kaprala podchorążego. Na początku 1943 roku zgłosił się do służby w lotnictwie. Odbył szkolenia w jednostkach szkoleniowych w Hucknall, Brighton, Newton oraz Manby. W czerwcu 1944 roku został awansowany na stopień podporucznika. Po odbyciu przeszkolenia w jednostce wyszkolenia bojowego, we wrześniu 1944 roku został przydzielony do 309 dywizjonu "Ziemi Czerwieńskiej", gdzie latał na samolotach P-51 "Mustang". Do końca wojny wziął udział w 33 lotach (26 bojowych i 7 operacyjnych).
Po zakończeniu działań wojennych ukończył kursy mechaników silnikowych. Wobec rozwiązania Polskich Sił Powietrznych w Wielkiej Brytanii powrócił w czerwcu 1947 roku do Polski. W chwili demobilizacji posiadał stopnie: polski porucznika i angielski Flying Officer.
Po demobilizacji przebywał krótko w Gliwicach i Przemyślu, by przenieść się do Krakowa, celem podjęcia studiów. Z uwagi na przeszłość wojskową nie pozwolono mu podjąć studiów na Uniwersytecie Jagiellońskim oraz Akademii Górniczo-Hutniczej, wobec czego podjął edukację na krakowskiej Akademii Handlowej, którą ukończył w 1951 roku jako magister ekonomii. Pracował głównie w księgowości i rachunkowości m.in. w Fabryce Maszyn Drogowych "Madro", Polskim Związku Motorowym w Nowej Hucie, krakowskiej Dyrekcji Poczty i Telekomunikacji oraz w Zakładach Gazowniczych Kraków. W 1963 roku otrzymał uprawnienia biegłego księgowego. Na emeryturę przeszedł w 1987 roku. Był członkiem Stowarzyszenia Seniorów Lotnictwa Wojskowego RP.
W 1948 roku został pozbawiony licencji pilota. Od okresu studiów do 1956 roku był nachodzony przez funkcjonariuszy bezpieki, a jego mieszkanie było rewidowane i przeszukiwane.
Po śmierci został pochowany na Cmentarzu Salwatorskim w Krakowie.

## Ordery i odznaczenia
- Krzyż Kawalerski Orderu Odrodzenia Polski
- Krzyż Walecznych
- Polowy Znak Pilota nr 1791